# Hemituerta
Hemituerta is een geslacht van vlinders van de familie uilen (Noctuidae), uit de onderfamilie Agaristinae.

## Soorten
- H. mahdi (Pagenstecher, 1903)
- H. nana (Hampson, 1916)